# Cillaperlata
Cillaperlata ist eine Gemeinde (municipio) mit 30 Einwohnern (Stand: 2024) im Norden der spanischen Provinz Burgos in der Autonomen Gemeinschaft Kastilien-León. 

## Lage und Klima
Cillaperlata liegt am Ebro in einer durchschnittlichen Höhe von ca. 625 m. Die Entfernung zur südwestlich gelegenen Provinzhauptstadt Burgos beträgt ca. 70 km (Fahrtstrecke). Das Klima im Winter ist rau, im Sommer dagegen gemäßigt und warm.

## Bevölkerungsentwicklung
| Jahr      | 1970 | 1981 | 1991 | 2001 | 2011 | 2021 |
| Einwohner | 180  | 119  | 86   | 60   | 43   | 35   |

## Wirtschaft
Die Böden und das Klima in der Umgebung eignen sich gut für den Anbau von Weizen, Kartoffeln, Gemüse und Obstbäumen.

## Sehenswürdigkeiten
- Kirche Unser Lieben Frau von Covadonga (Nuestra Señora de Covadonga)

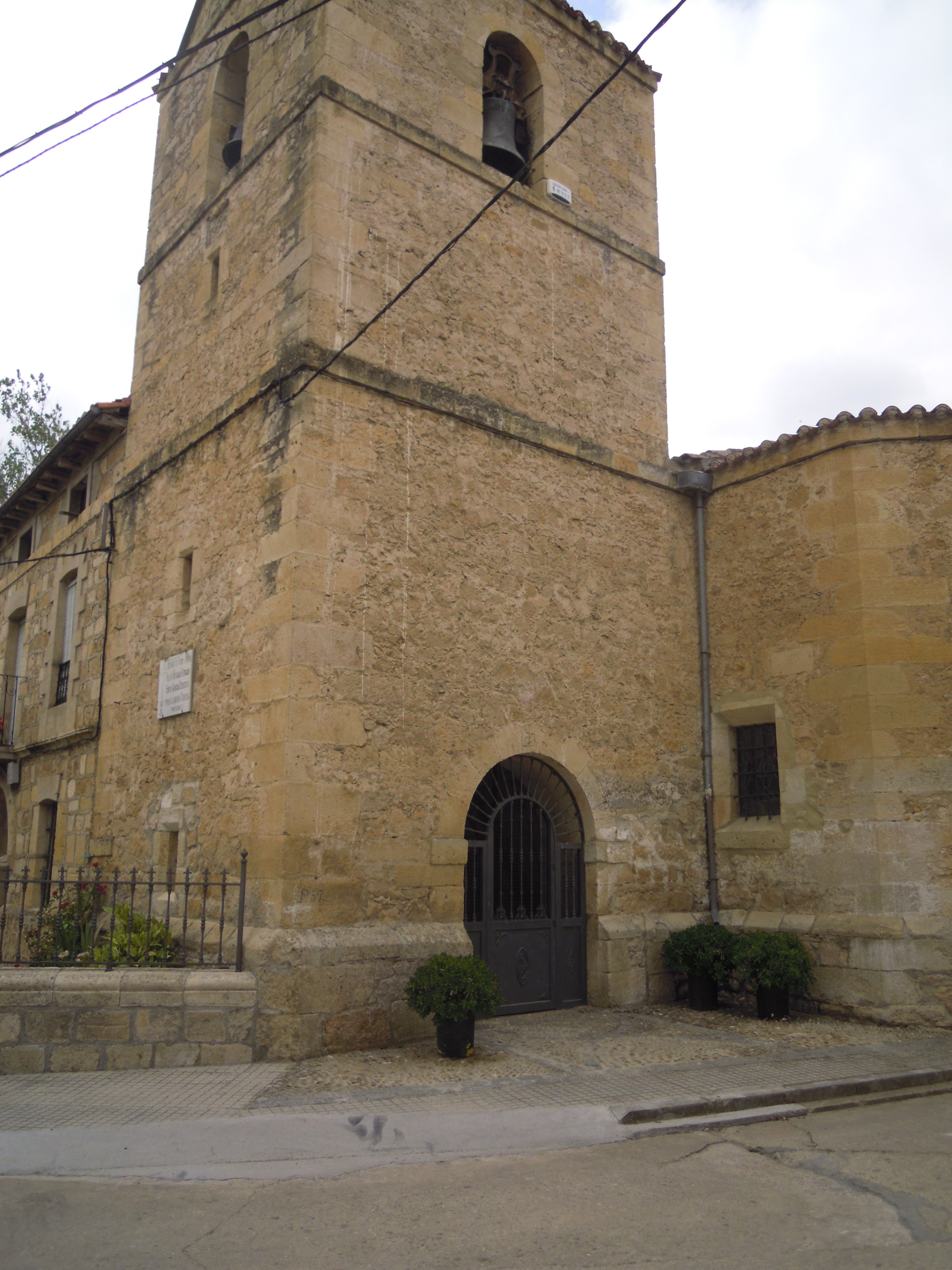
Kirche Unser Lieben Frau